# 冷やし飴

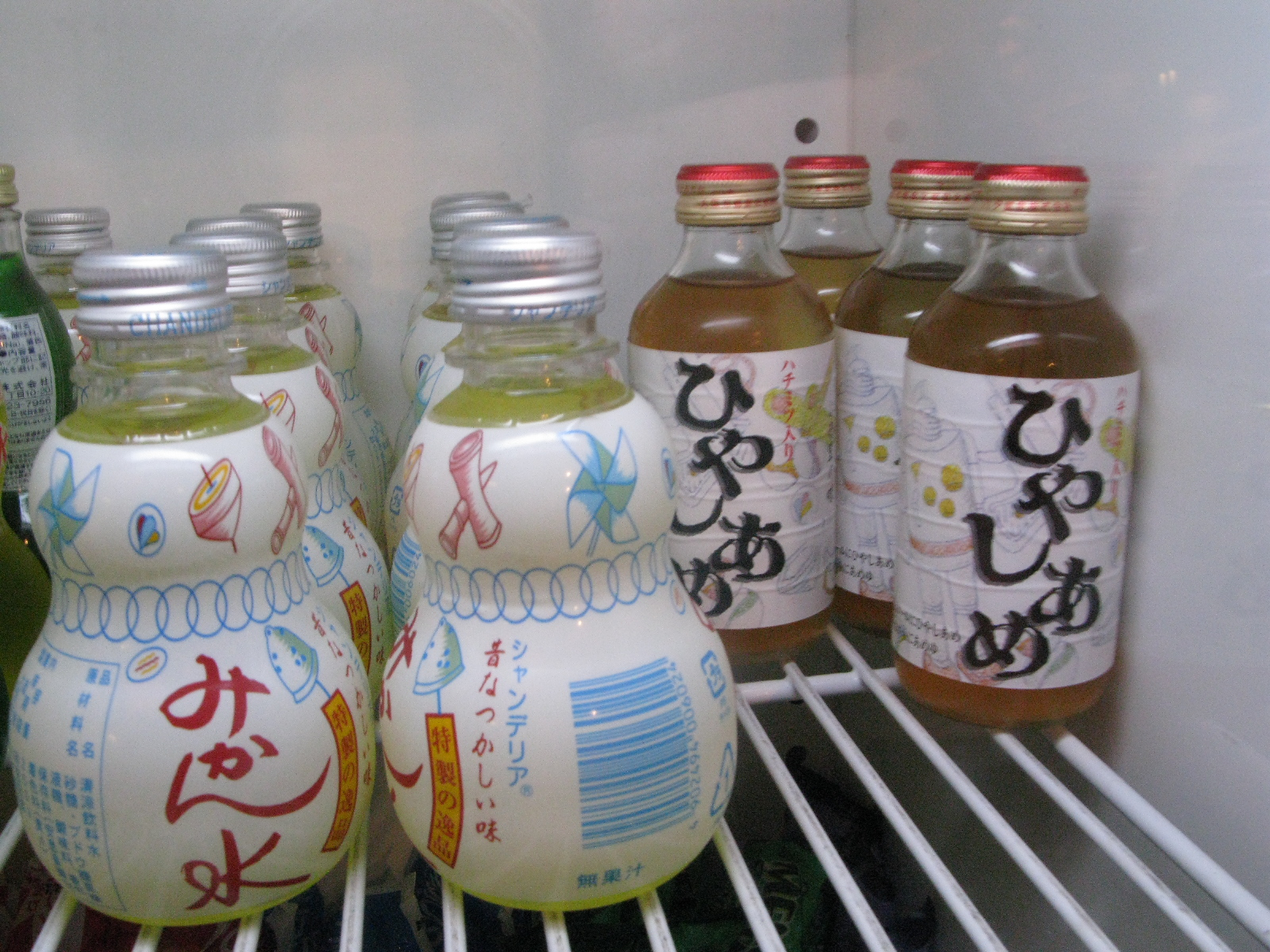
冷やし飴（右）

冷やし飴（ひやしあめ）は、麦芽水飴または米飴を湯で溶き、生姜の搾り汁や下し生姜を加えた飴湯（あめゆ）を冷やした飲料。
製氷技術が発達する以前は飴湯が主流で、夏場に暑気払いとして飲まれていた。発達した以降は冷やし飴が主に夏場に飲まれ、大衆食堂、食料品店、駄菓子屋などでも売られる一方、冷やさないままの飴湯は主に冬場に飲まれている。

## 歴史
講談社のグルメ専門誌『おとなの週末』によると、冷やし飴の生まれた正確な時期ははっきりしないとされている。ただし、幕末の大阪で刊行された画帳『花の下影』に飴湯の屋台が描かれていることを根拠に、少なくとも江戸時代末期には飴湯が存在していたと推測している。当時の大阪において、飴湯は関東における甘酒のように夏バテ防止のドリンクとして親しまれていたとされており、明治時代に入って製氷技術が発展してからは、飴湯を冷ました冷やし飴が登場した。また、『おとなの週末』は大正時代においては関東や東海地区でも親しまれていたことを挙げており、太平洋戦争によって多くの製造業者が廃業した結果、これらの地域ではあまり飲まれなくなったと分析しており、空襲被害が比較的少なかった京都や奈良の業者が生き残ったため、関西では知られるようになったのだろうと結論づけている。